# Gabbiano/Moonrock
Gabbiano/Moonrock  è un singolo del rapper italiano Dani Faiv, pubblicato il 18 dicembre 2018 come primo estratto dalla riedizione del secondo album in studio Fruit Joint.
Il singolo ha visto la partecipazione del rapper Lazza.

## Tracce
1. Gabbiano/Moonrock (feat. Lazza) – 3:05